# Палијативно збрињавање у педијатрији
Палијативно збрињавање у педијатрији  је активан приступ и свеобухватни поступак усмерен према телесним, психолошким и духовним тешкоћама болесног детета, уз истовремену свеобухватну подршку и помоћ његовој породици. Овај облик збрињавања деце заснована је на мултидисциплинарном, тимском приступу који започиње одмах по постављању дијагнозе болести или патолошких стања која у знатној мери скраћују трајање и/или могу да угрозе живот деце.
Палијативно збрињавање деце намењено је узрасту деце до навршених 18 година. Као засебан сегмент Палијативно збрињавање у педијатрији треба да буде интегрални део сваког националног здравственог система у свету.

## Опште информације
Палијативно збрињавање је суштински део контроле рака, како за одрасле тако и за децу. У 2014. години, објављена је прва глобална резолуција о палијативном збрињавању, на скупштини Светске здравствене скупштине под ознаком WHA67.19, која је обавезала СЗО и државе чланице да побољшају приступ палијативном збрињавању као кључној компоненти здравствених система, са нагласком на примарно здравље бризи и бризи у заједници и/ли кући.
Имајући у виду да сваке године 40 милиона људи треба палијативно збрињавање, само 14% болесника на крају живота добије палијативну негу, што намеће потребу да . палијативно збрињавање постане суштинска компонента свеобухватних здравствене здравствене заштите, и захтева од свих земља света да побољшају приступ палијативном збрињавању као кључној компоненти здравствених система, а посебно у палијативном збрињавању у педијатрији.
Захваљујући напретку педијатријске медицине, и палијативног збриљавања, с почетка 21. века непрестано се констатује продужено преживљавање деце са потенцијално смртоносним обољењима и патолошким стањима, што намеће потребу још већег интензивирања проблематика сложеног и комплексног палијативног збрињавања и његову актуелизацију у раном животном добу (у педијатрији) 

## Елементи палијативног збрињавања
Карактеристке палијативног збрињавања деце огледају се у следећим елементима, приказаним у овој табели:
| Патолошка стања и болести са индикацијама за палијативни приступ | - По својој природи ова обољења су веома разноврсна, - Појединачно посматрано обољења могу имати малу учесталост - Углавном се разликују од патологије одраслих особа. |
| Трајање палијативног збрињавања                                  | - Тешко предвидети трајање збрињавања - Оно може обухватати дужи временски период, укључујући и зрело доба, са понављањем фаза опоравка и погоршања. |
| Прилагођавање палијативног збрињавања у педијатрији              | - Палијативно збрињавање треба прилагодити динамици развојних физичких и психичких карактеристика дечјег узраста - То захтева и специфичне вешитине комуникације са децом. |
| Оптимална приступачност и доступност палијативног збрињавања     | - Захтева сложени и комплексни палијативни поступак усмерен на ангажовање знатних људских и метаријалних ресурса за подршку породици. |
| Емотивно и психолошко оптерећење чланова породице                | - Нарочито браће и сестара, додатно се увећавају када је у питању наследна болест са смртним исходом.2 |
| Битни елементи палијативног збрињавања у педијатрији             | - Прилагођавање свих поступака узрасту детета - Обезбеђивање забаве, игре и одговарајућег образовања. |
| Циљеви палијативног збрињавања у педијатрији                     | - Очување квалитета живота оболелог детета и његове породице - Посебна пажња усмерена је према отклањању бола и других тегоба - Омогућавања „предаха” члановима породице (привремено издвајање особа, најчешће родитеља, који су непосредно укључени у палијативно збрињавање) - Посебна подршка током жалости у случају смртног исхода детета. |

## Категорија педијатријских болесника
Педијатријски болесници којима је намењен Палијативно збрињавање, као вид здравствене заштите су веома различити, како по узрасту тако и по природи болести/стања, и могу се поделити у следеће категорије.
| Стања/обољења која угрожавају живот, али где је могуће потпуно излечење           | - Малигна обољења - Инсуфицијенција органа - Друга оболјенја                                                                    |
| Непрогресивна и неизлечива стања повезана с краћим животним веком                 | - Церебрална парализа - Инвалидност као последица повреда                                                                       |
| Тешки поремећаји код новорођене деце                                              | - Иреверзибилна оштећења ЦНС - Хромозомске аберације - Урођене аномалије - Екстремна незрелост - Инкопатибилни са преживљавањем |
| Обољења која од најранијег детињства угрожавају живот и која не могу да се излече | - Одређеним медицинским интервенцијама могуће значјно продужење животног века                                                   |
| Прогресивна обољења за које не постоји лечење                                     | - Мишићне дистрофије - Ретке метаболичке болести.                                                                               |